# Conus mulderi
Espèce
Conus mulderi est une espèce de mollusques gastéropodes marins de la famille des Conidae.
Comme toutes les espèces du genre Conus, ces escargots sont prédateurs et venimeux. Ils sont capables de « piquer » les humains et doivent donc être manipulés avec précaution, voire pas du tout.

## Description
La taille de la coquille varie entre 25 mm et 52 mm .

## Distribution
Cette espèce marine est présente au large des Philippines, de la Papouasie-Nouvelle-Guinée et des Îles Salomon.

## Taxinomie

### Publication originale
L'espèce Conus mulderi a été décrite pour la première fois en 1936 par le malacologiste britannique Hugh Coomber Fulton (d) (1861-1942) dans « Proceedings of the Malacological Society of London »,.

### Synonymes
- Conus (Phasmoconus) mulderi Fulton, 1936 · appellation alternative